# Campylium longicuspis
Campylium longicuspis là một loài Rêu trong họ Amblystegiaceae. Loài này được (Lindb. & Arnell) Hedenas mô tả khoa học đầu tiên năm 1989.